# Cumia (geslacht)
Cumia is een geslacht van weekdieren uit de klasse van de Gastropoda (slakken).

## Soorten
- Cumia adjuncta (Iredale, 1929)
- Cumia alfredensis (Bartsch, 1915)
- Cumia antillana (Sarasúa, 1978)
- Cumia bednalli (Brazier, 1875)
- Cumia brazieri (Angas, 1869)
- Cumia clavula Watters, 2009
- Cumia janlochi (Parth, 1991)
- Cumia lucasi (Bozzetti, 2007)
- Cumia mestayerae (Iredale, 1915)
- Cumia reticulata (Blainville, 1829)
- Cumia schoutanica (May, 1910)
- Cumia simonis (Bozzetti, 2004)
- Cumia sunderlandi (Petuch, 1995)